# Jan Thielmann
Jan Uwe Thielmann (ur. 26 maja 2002 w Föhren) – niemiecki piłkarz występujący na pozycji napastnika w niemieckim klubie 1. FC Köln. Wychowanek Eintrachtu Trewir. Młodzieżowy reprezentant Niemiec.